# Simon Bird
Simon Antony Bird, född 19 augusti 1984, är en brittisk skådespelare. Bird är bland annat känd för rollerna som Will McKenzie i TV-serien The Inbetweeners, samt Adam Goodman i TV-serien Friday Night Dinner.

## Biografi
Simon Bird föddes i Guildford i Surrey och var det tredje av fyra syskon till Heather och Graham Bird (professor vid Claremont McKenna College). Bird utbildade sig vid Cranmore School i West Horsley, the Royal Grammar School i Guildford samt Queens' College i Cambridge, där han läste engelska. Vid Cambridge blev han medlem i dramaklubben Footlights, tillsammans med Joe Thomas som även spelade med Thomas i The Inbetweeners. Bird och Thomas var president respektive sekreterare i Footlights under åren 2005–2006.
Efter att han gått ut skolan delade han tillfälligt en lägenhet tillsammans med Bird och en annan skolkompis, komikern Jonny Sweet.

### Tidig skådespelarkarriär
Under skoltiden startade Bird komedigruppen "The House of Windsor" med Footlightskollegan Joe Thomas (som spelar Simon Cooper i The Inbetweeners) och komikern Jonny Sweet. Gruppen framträdde på Edinburghfestivalen 2007 och 2008 med en föreställning kallad The Meeting. Bird och Thomas var även ordinarie gäster av säsong 1 och 2 av podcasten The Weekly Show för Channel 4 Radio (2006–07).

### Genombrott
Simon Birds stora genombrott kom i TV-serien The Inbetweeners där han spelade rollen som Will McKenzie. 2008 vann Bird en British Comedy Award för Best Male Newcomer. och 2009 vann han British Comedy Award för Best Actor. I samband med serien gjordes även två långfilmer, The Inbetweeners Movie (2011) samt uppföljaren The Inbetweeners 2 (2014). 
Tillsammans med Joe Thomas och Jonny Sweet skrev han Chickens, en satirsketch om tre vapenvägrande soldater under första världskriget, som blev en del av serien Comedy Showcase. Serien hade premiär i september 2011.
2011 fick Bird rollen som Adam Goodman i TV-serien Friday Night Dinner.
Under 2017 avslöjades det att Bird skulle regissera sin första långfilm, Days of Bagnold Summer.

### Privatliv
Bird är ett hängivet fan av fotbollsklubben Crystal Palace, och är sedan 2012 gift med Lisa Owens. I juli 2016 blev det känt att Bird och Owens hade fått deras första barn, en son, sex månader tidigare.

## Filmografi

### Film
| År   | Titel                  | Roll           | Noter              |
| ---- | ---------------------- | -------------- | ------------------ |
| 2011 | The Inbetweeners Movie | Will McKenzie  |                    |
| 2013 | The Look of Love       | Jonathan Hodge |                    |
| 2013 | The Harry Hill Movie   | Ed             |                    |
| 2014 | The Inbetweeners 2     | Will McKenzie  |                    |
| 2016 | Ernestine & Kit        |                | Kortfilm, regissör |
| 2018 | You, Me and Him        | Ben Miller     |                    |

### TV
| År        | Titel               | Roll                                   | Noter |
| --------- | ------------------- | -------------------------------------- | --- |
| 2008–2010 | The Inbetweeners    | Will McKenzie                          | 18 avsnitt British Comedy Award Best Male Comedy Newcomer (2008) British Comedy Award Best TV Comedy Actor (2009) Nominerad – BAFTA Award for Best Male Performance in a Comedy Role (2010) |
| 2010      | The King is Dead    | Sig själv (programledare)              | 7 avsnitt; även skapare och manusförfattare |
| 2011      | Comedy Showcase     | Cecil                                  | Avsnittet: "Chickens" |
| 2011–     | Friday Night Dinner | Adam Goodman                           | 31 avsnitt, alla säsonger |
| 2013      | Chickens            | Cecil                                  | 6 avsnitt; även skapare och manusförfattare |
| 2015–2016 | Drunk History: UK   | D.I. Charles Buggy / Winston Churchill | 2 avsnitt |